# Xã Spring Grove, Quận Linn, Iowa
Xã Spring Grove (tiếng Anh: Spring Grove Township) là một xã thuộc quận Linn, tiểu bang Iowa, Hoa Kỳ. Năm 2010, dân số của xã này là 860 người.